# Fédération allemande de natation
La Fédération allemande de natation (en allemand : Deutscher Schwimm-Verband) est la fédération nationale de natation d'Allemagne, affiliée à la Fédération internationale de natation, dont elle est l'une des fédérations fondatrices. Son siège est à Cassel.